# Dorking Wanderers Football Club
Il Dorking Wanderers Football Club è una squadra di calcio inglese semi professionista, militante in National League.

## Storia
Il club nasce nel 1999 e, fino al 2015, rimane sempre nei campionati regionali inglesi, quando prima viene promosso in Isthmian League Division One South, poi in Isthmian League Premier Division, il settimo livello. Nel 2019 arriva un'altra promozione, quella in National League South, dove rimane fine alla stagione 2021-22, quando viene promossa in National League per la prima volta nella sua storia, vincendo i playoff dopo aver eliminato Oxford City e Ebbsfleet United.

## Palmarès

### Competizioni nazionali
- Isthmian League: 1

2018-2019

### Competizioni regionali
- West Sussex League: 1

2006-2007
- Surrey Senior Cup: 1

2021-2022

## Statistiche e record
- Miglior piazzamento in FA Cup:

Quarto turno di qualificazione:  2021-2022
- Miglior piazzamento in FA Trophy:

Terzo turno: 2019-2020